# Granulacja (technika złotnicza)

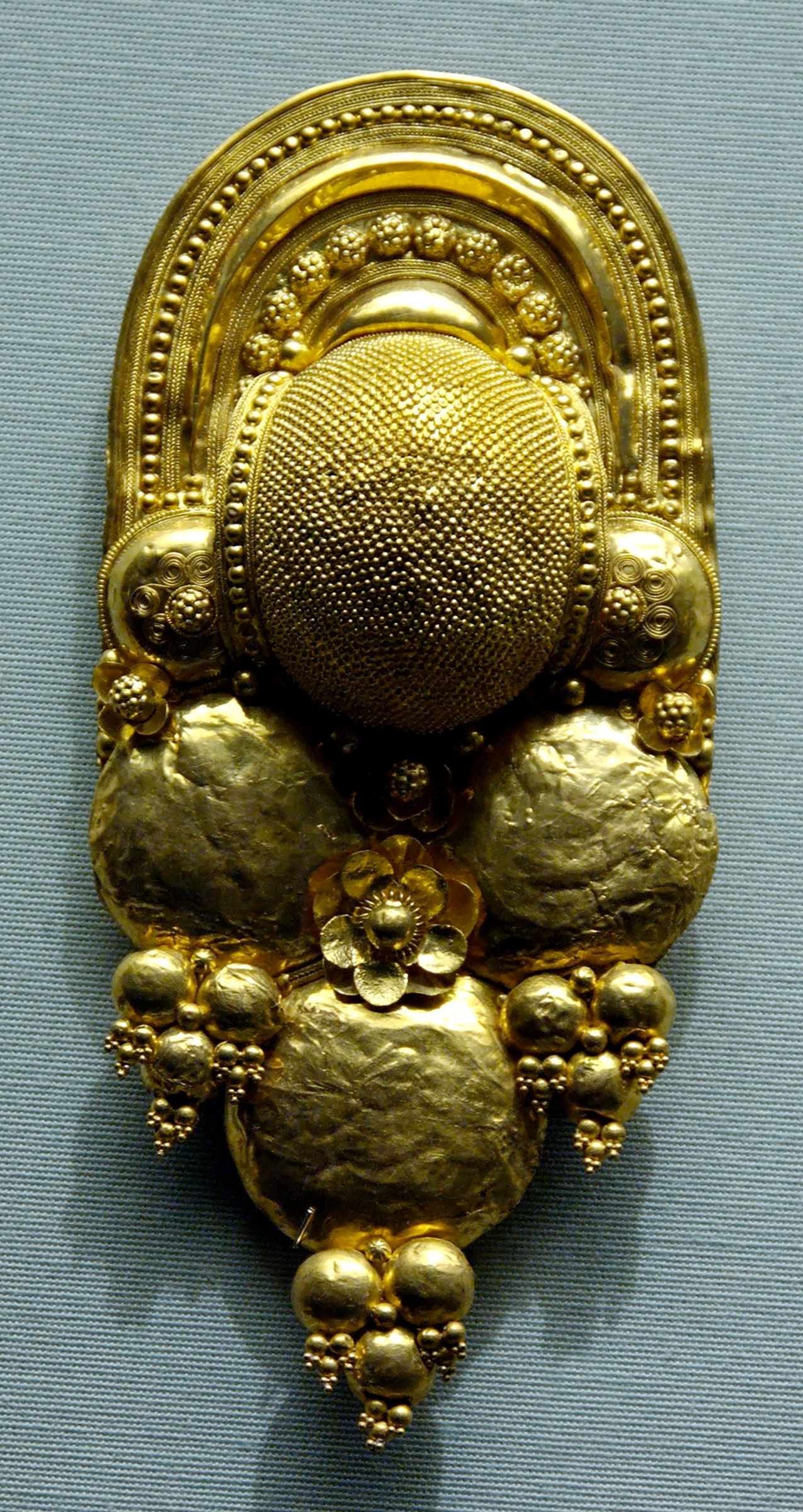
Etruski kolczyk, zdobiony techniką granulacji (ok. 400-300 p.n.e.

Granulacja – technika złotnicza, polegająca na zdobieniu przedmiotów (gł. biżuterii) drobnymi kuleczkami złota lub srebra.
Kuleczki, nazywane granulkami, były układane w ornamenty i nalutowywane na przedmioty, najczęściej z tego samego metalu.
Technika znana jest od starożytności, szczególnie wysoki poziom osiągnęła u Etrusków.